# ISO 3166-2:LC
ISO 3166-2:LC — стандарт Международной организации по стандартизации, который определяет геокоды. Является подмножеством стандарта ISO 3166-2, относящимся к Сент-Люсии. Стандарт охватывает 11 приходов Сент-Люсии. Каждый геокод состоит из двух частей: кода Alpha2 по стандарту ISO 3166-1 для Сент-Люсии — LC и дополнительного кода, записанных через дефис. Дополнительный код образован двухсимвольным числом. Геокоды приходов Сент-Люсии являются подмножеством кодов домена верхнего уровня — LC, присвоенного Сент-Люсии в соответствии со стандартами ISO 3166-1.

## Геокоды Сент-Люсии
Геокоды 11 приходов  административно-территориального деления Сент-Люсии.
| Геокод | Административная единица | Статус |
| ------ | ------------------------ | ------ |
| LC-01  | Анс-ла-Рей               | приход |
| LC-07  | Лабори                   | приход |
| LC-02  | Кастри                   | приход |
| LC-08  | Мику                     | приход |
| LC-03  | Шуазёль                  | приход |
| LC-09  | Прален                   | приход |
| LC-04  | Дофен                    | приход |
| LC-10  | Суфриер                  | приход |
| LC-05  | Денери                   | приход |
| LC-11  | Вьё-Фор                  | приход |
| LC-06  | Гроз-Иле                 | приход |

## Геокоды пограничных Сент-Люсии государств
- Сент-Винсент и Гренадины — ISO 3166-2:VC (на юге (морская граница)),
- Мартиника — ISO 3166-2:MQ (на севере (морская граница)).